# In the Shadow of the Sword
In the Shadow of the Sword (2012) es un libro de historia sobre los orígenes del Islam escrito por Tom Holland.

## Enfoque académico
La obra bebe de la llamada corriente revisionista de los estudios islámicos y del trabajo de Patricia Crone (con desarrollos posteriores de John Wansbrough, Fred Donner, Andrew Rippin, Christoph Luxenberg, entre otros), aplicando un análisis textual riguroso al corpus de los hadices.
Holland sostiene que los datos biográficos más antiguos conservados sobre Mahoma proceden de escritos de eruditos teológicos que vivieron casi dos siglos después de su muerte y que necesitaban justificar sus métodos y su autoridad; que no aparece mención del Corán ni de comentarios asociados en ninguna fuente hasta tan tarde como el siglo VIII, y que la localización de La Meca no puede precisarse geográficamente a partir del propio Corán.

Una [biografía de Ibn Hisham] presenta ángeles; la otra, dioses. ¿Por qué, entonces, habríamos de creer que el relato de la primera gran victoria del Profeta es más auténtico que la leyenda del asedio de Troya?

Partiendo de estas premisas, cuestiona la visión académica mayoritaria de los inicios del islam —derivada de fuentes musulmanas posteriores— por confundir literatura con historia, y propone en su lugar un gran relato revisionista sobre el desarrollo del islam como respuesta sociopolítica al ascenso gradual de los árabes a lo largo de dos siglos. Holland argumenta que la imaginería coránica no encaja con la Arabia desértica y sitúa el origen del islam en la zona siropalestina; presenta a Mahoma como miembro de una élite letrada jordana, familiar con el poder de la fe, y sostiene que las revelaciones del arcángel Gabriel y otros rasgos centrales del islam serían «ediciones perfeccionadas» de ideas tomadas de las sociedades del Próximo Oriente tardoantiguo y de religiones preexistentes.

## Recepción

### Favorable
Dan Jones, en The Daily Telegraph, elogió la erudición de Holland y su prosa igualmente destacable. Anthony Sattin, en The Guardian, valoró la audacia de reexaminar los primeros tiempos del islam. Malise Ruthven, en The Wall Street Journal, lo calificó como una «magistral tour de force» que relaciona convincentemente el fin de los imperios con el surgimiento del islam.

### Mixta
Barnaby Rogerson, en The Independent, consideró el libro extraordinariamente rico, detallado y sugerente, pero señaló que muchas de las fuentes no musulmanas aducidas por Holland, en conjunto, respaldan la visión mayoritaria, y juzgó «salvajes y poco convincentes» tanto la reubicación del origen del islam en Siria-Palestina como sus dudas sobre la posición de La Meca.
Richard Miles, en el Financial Times, lo vio como una lectura estimulante y muy escéptica con las fuentes islámicas. Planteó, no obstante, la cuestión de cómo explicar el amplio consenso entre textos de comunidades sectarias enfrentadas si gran parte de la historia temprana del islam fuera fabricada.

### Negativa
El historiador Glen Bowersock publicó una reseña muy crítica en The Guardian, tildando el libro de atractivo pero «irresponsable e in fiable», y reprochó a Holland su dependencia de traducciones y fuentes secundarias, así como ignorar avances epigráficos y manuscritos coránicos tempranos. Holland respondió a Bowersock en el mismo medio, discutiendo sus objeciones.
Ziauddin Sardar, en New Statesman, sostuvo que el libro parecía acomodarse al auge de sentimientos islamófobos y que se basaba en una «escuela orientalista en gran parte desacreditada», cuyas críticas Holland pasaría por alto.
Nebil Husayn, entonces en Princeton, criticó en la Journal of Shi'a Islamic Studies la falta de incorporación de avances metodológicos recientes en historia del islam y lo comparó con obras del orientalismo clásico.